# Банах-Тарски парадокс
Банах-Тарски парадокс је теорема из теорије скупова и геометрије која тврди следеће: Ако је дата произвољна лопта у тродимензионалном простору, онда постоји разлагање (декомпозиција) лопте на коначан број дисјунктних скупова, од којих се онда могу саставити две идентичне копије оригиналне лопте. Склапање је процес који подразумева само померање делова као и њихово ротирање, без мењања њиховог облика. Међутим, сами делови нису „геометријска тела“ у уобичајеном смислу, већ бесконачна дисперзија (расејање) тачака. Реконструкција може да ради са само пет делова.
Јачи облик теореме подразумева да се било која два „основна“ геометријска објекта (као на пример, мала и велика лопта) могу раставити и поново саставити тако да се од једног објекта добије други и обрнуто. Неформално, „грашак се може исецкати и од добијених делова саставити Сунце“, па је теорема позната и као „парадокс грашка и Сунца“.
Банах-Тарски теорема је названа парадокс јер је у супротности са основном геометријском интуицијом. „Дуплирање лопте“, растављањем на делове, њиховим кретањем и ротацијом, без икаквог истезања, савијања и додавања нових тачака, делује немогуће, јер би све наведене операције, интуитивно, требало да очувају запремину делова. Интуиција говори да наведене операције чувају запремину и то није математички апсурд, већ чињеница која је укључена у формалну дефиницију запремине. Међутим, то у овом случају није применљиво, јер је немогуће одредити запремину разматраних подскупова када су изабрани са великом порозношћу. Поновно спајање даје запремину која се разликује од почетне.
За разлику од већине теорема у геометрији, доказ овог резултата зависи од изабраних аксиома из теорије скупова. Може се доказати коришћењем аксиоме избора, која омогућава конструкцију немерљивих скупова, односно колекције тачака које немају запремину у уобичајеном смислу, и чија конструкција захтева непребројив број избора.
Године 2005. показано је да се приликом растављања делови могу тако изабрати да у непрекидном покрету дођу на своје место без икаквог сударања.

## Публикација
У чланку објављеном 1924. године Стефан Банах и Алфред Тарски су дали конструкцију парадоксалне декомпозиције, на основу ранијег рада Ђузепеа Виталија који се односи на јединични интервал (затворен интевал [0,1]) и на парадоксалној декомпозицији сфере Феликса Хауздорфа. Они су дискутовали низ повезаних питања у вези декомпозиције подскупова Еуклидског простора различитих димензија доказали следећу општију тврдњу, јаку форму Банах-Тарски парадокса:
Ако су дата два произвољна ограничена подскупа A и B непразне унутрашњости, најмање тродимензионалног Еуклидовог простора, тада постоје партиције за A и B у коначан број дисјунктних подскупова ,  тако да су за свако i између 1 и k скупови  и  конгруентни.
Нека је A оригинална лопта и B унија две добијене копије од оригиналне лопте. Тада, на основу претходне тврдње можемо поделити оригиналну лопту A на одређени број делова и онда их ротирати и транслирати на такав начин да добијемо цео скуп B, који садржи две копије A.
Јака форма Банах-Тарски парадокса не важи у једнодимензионалном и дводимензионалном простору, али су Банах и Тарски показали да аналогно тврђење важи под условом да је дозвољена декомпозиција на пребројиво много подскупова. Разлика између једнодимензионалног и дводимензионалног простора с једне стране, и тродимензионалног и вишедимензионалног простора с друге стране, је у богатијој структури групе Е(n) Еуклидских изометрија у вишим димензијама, која је решива за n=1,2 и садржи слободне групе са два генератора за n≥3.

## Скица доказа
Скица доказа која је изложена није идентична оном који су дали Банах и Тарски већ сличном доказу. У суштини, парадоксална декомпозиција лопте се одвија у четири корака:
1. Пронаћи парадоксалну декомпозицију слободне групе у два генератора.
2. Пронаћи групу ротација у тродимензионалном простору која је изоморфна слободној групи у два генератора.
3. Искористити парадоксалну декомпозицију те групе и аксиому избора за добијање парадоксалне декомпозиције шупље јединичне сфере.
4. Проширити ову декомпозицију сфере до декомпозиције јединичне лопте.